# Bekzod Abdurakhmonov
Bekzod Abdurakhmonov (født 15. marts 1990) er en usbekisk bryder, der konkurrerer i fristil.
Han repræsenterede Usbekistan ved sommer-OL 2016 i Rio de Janeiro, hvor han blev elimineret i slutspillet.
Under sommer-OL 2020 i Tokyo, som blev afholdt i 2021, tog han bronze.